# Velvet Acid Christ
Velvet Acid Christ (kurz VAC) ist eine US-amerikanische Band aus Denver (Colorado). Sie wurde etwa 1990/1991 von Bryan Erickson und Grigory 'Grig' Bilham gegründet.

## Geschichte
Bevor VAC gegründet wurde, war Bryan Erickson (a.k.a. Disease Factory, Disease oder Phuckhead) in verschiedenen Bands tätig, wie z. B. O-Pop, Disco Disease Factory (Parodie von C+C Music Factory, die mit dem Hit Everybody Dance Now bekannt wurden) und Toxic Coma (Musik, die ausschließlich aus Samples besteht).
1992 musste Grigory Bilham ins Gefängnis, da er mehrere Diebstähle begangen hatte. Da Erickson nun ein Keyboarder fehlte, beschloss er mit seinen Freunden Gary Slaughter, Dan Olson und Steve Bird, das Spaßprojekt Toxic Coma zu fokussieren. Nach und nach legte sich Gary Slaughter einige Synthesizer zu, um mit Erickson 1992 VAC wiederzubeleben. Obwohl sie anfangs unter dem neuen Namen Vortex arbeiteten, benannten sie sich später wieder in VAC um. Zwischen 1992 und 1994 veröffentlichten sie mehrere Tapes, darunter auch Remix-Tapes, die alle als limitierte Auflagen von 50 Exemplaren vertrieben wurden.
Ende 1994 wurde das Label Electric Death Trip Records (E.D.T) gegründet, um die nun neuen CDs innerhalb der USA zu vertreiben. 1994 wurden zwei Alben aufgenommen: Fate und Pestilence. Mit Titeln wie Futile, Dead Flesh und We Have To See We Have To Know sind die ersten VAC-Hits. Mitte 1995 veröffentlichten sie die metallastige CD Neuralblastoma. Auf dieser CD werden Einflüsse von Godflesh, Ministry, Napalm Death und Nine Inch Nails deutlich. Noch im selben Jahr begannen die Arbeiten für das nächste Album Calling Ov The Dead.
Im Frühsommer 1996 erfuhr Thorsten Stroht von den CD. Dieser arbeitete für das deutsche Independent-Label OFF BEAT und war zu dieser Zeit für den Merchandise-Stand von Front Line Assembly verantwortlich. Ihm sagten die CDs zu. Thorsten Stroht und Stefan Herwig boten Erickson einen Plattenvertrag an. Im November 1996 wurde in Europa die CD Church of Acid veröffentlicht, die eine OFF BEAT!-Auswahl der ersten drei CDs enthielt. Slaughter kam kurzzeitig zurück, was aber eher der Promotion des Albums durch Interviews und Fototermine dienen sollte. Da sich das Verhältnis zwischen Workman und Slaughter dramatisch verschlechterte, erlitt Workman einen Nervenzusammenbruch und wollte nicht mehr im Booklet der Church of Acid aufgeführt werden.
Nach einem Remix für Suicide Commando und der Maxi-Single The Hand, die eher mäßig erfolgreich war, verließ Gary Slaughter endgültig die Band. Workman kehrte wieder zur Band zurück und musizierte nun unter dem Pseudonym Baphomet. Des Weiteren wurden kurzzeitig Steve Bird und Dan Olson feste Bandmitglieder. Mit diesen drei Mitgliedern vollendete Bryan Erickson das Konzeptalbum Calling Ov The Dead, nachdem eine Beta-Version seitens OFF BEAT! abgelehnt worden war, weil diese zu wenig Dance-Elemente aufzuweisen hatte. Im März 1998 wurde das Album veröffentlicht. Zwar stammten noch fünf Songs aus der Zeit mit Gary Slaughter, doch dominierten Lieder wie Malfunction, The Calling (F*** Sh** Motherf**ker Mix) oder BSAT 2 die CD. Laut Bryan Ericksons Aussagen stammte die CD zu 80 % aus seiner Feder; die anderen Bandmitglieder wurden als musikalische Assistenz aufgeführt.
Im Spätsommer 1998 fand eine Club-Tour mit Suicide Commando statt. Da Chris Workman kein Interesse hatte, auf Tour zu gehen, musste OFF BEAT! Ersatzmusiker für die Live-Umsetzung von VAC finden. Man entschied sich für Thorsten Stroht (ehemals Klinik) und Ingo Beitz (Kalte Farben). Auf Tour lernten sich die drei erst richtig kennen. Mit Hits wie Malfunction, The Hand oder Futile im Schlepptau, konnten VAC erste Erfolge verbuchen.
Kurz nach der Tour wurde eine Art Church of Acid Part 2 namens Neuralblastoma veröffentlicht. Es bestand zur Hälfte aus Tracks der originalen Neuralblastoma und wurde um Tracks der Fate und Pestilence-Alben ergänzt. Zur gleichen Zeit begann Erickson mit Chris mit der Arbeit am nächsten Konzeptalbum Fun with Knives. Im Frühjahr 1999 wurde dann Remix Wars Vol. 4 - Funker Vogt vs. Velvet Acid Christ veröffentlicht.
Für den Abschluss von Fun with Knives holte sich Bryan Erickson einige Gastmusiker ins Studio. Mit Josh und Lisa Wilson an den Synthesizern und Lisa von Luxt als Gastsängerin wurde im April 1999 die CD Fun with Knives veröffentlicht. Zeitgleich erschien die Maxi-Single Fun with Drugs, in den USA aufgrund Zensurbefürchtungen unter dem Namen DECYPHER. Auf dem Album wurden wiederum Einflüsse vom Goatrance (Decypher und Fun with Drugs) über Trip-Hop (Slut) bis hin zum poplastigen Icon verarbeitet. Eine geplante US-Tour musste abgesagt werden, da sich Erickson den Fuß brach. Dafür tourte dieser mit ständig wechselnder Besetzung vom Frühjahr 2000 bis Spätsommer 2000 durch Europa. Den Höhepunkt stellte der Auftritt beim Doomsday Festival dar, bei dem sogar Skinny Puppy ihr Comeback feierten.
Im November 2000 erschien Twisted Thought Generator. Der CD wurden einige Audiodateien aus Anfangszeiten zwischen 1993 und 1994 beigefügt, um den Fans eine Doppel-CD zum Einzelpreis zu bieten. Bryan Erickson ließ sich überreden, mit Haujobb und DIN FIV auf US-Tour zu gehen. Unterstützt wurde er von Thorsten Stroht (Synths) und Paul Lipman (Synths und E-Perkussion).
Im März 2001 wurde nachträglich zum Twisted Thought Generator Album die Maxi-Single Dial 8 mit einigen Remixen und einem Video Clip zu Decypher nachgelegt.
In der Zeit von 2001 bis 2003 unterzog sich Bryan Erickson einer Nerven- und Körperkur. Er beendete das Trinken, das Rauchen, jeglichen sonstigen Drogenkonsum und den Verzehr von Junkfood, begann Sport zu treiben, neue Freunde zu finden und letztendlich die Arbeit am nächsten Album Hex Angel (Utopia:Dystopia) fortzusetzen. Im Oktober 2002 verkündete er die Veröffentlichung der Maxi-Single Collapsed. Im September 2003 wurde die CD Hex Angel veröffentlicht. Neu war auch der Einfluss von Noise- und Powernoise-Bands (wie NoiseX, Converter oder Imminent Starvation). Seine Maxi Pretty Toy schaffte es in die Billboard-Charts und das Album verbuchte ebenfalls einige Erfolge.
Zwischen November 2003 bis März 2005 wurde die Between the Eyes-Serie veröffentlicht. Mit diesen Veröffentlichungen knüpfte er an die älteren Alben Church of Acid und Neuralblastoma an, die schon länger vergriffen waren. Die Serie bestand aus vier Teilen, die älteres Material der Fate, Pestilence und Neuralblastoma-Alben, sowie ältere Singles und B-Sides, enthielt. Am 25. August 2006 wurde die Single Wound veröffentlicht, die den Vorboten zum Album Lust for Blood darstellt, das im September über Metropolis Records veröffentlicht wurde.

## Stil
Der Musikstil vereinigt eine Vielzahl von Einflüssen. Das musikalische Spektrum reicht von Elektro-Industrial und IDM über Trip-Hop, Goa-Trance und Metal. Künstlerisch besonders interessant erscheint das virtuose- und in dieser Form herausragende Spiel mit elektronischen Effekten und Sprachsamples.
Die Grundstimmung ist oft kämpferisch-aggressiv und von schnellen Rhythmen sowie verzerrtem Gesang geprägt. Thematisch werden die Themen Verzweiflung, Verlogenheit, Drogen, Verrat aber auch Liebe und Hoffnung aufgegriffen.

Manchmal herrscht bei der Musik ein Durcheinander, das sicherlich als ein Spiegel des mentalen Zustands des Masterminds verstanden werden kann. Aber auch für melancholische Melodien ist viel Platz in der Musik von VAC.

## Diskografie
- Fate (1994)
- Pestilence (1994/1995)
- Neuralblastoma (1995)
- Calling Ov The Dead - Beta (1996)
- Church of Acid (Best 1994–1996) (1996)
- The Hand (released on Quadrophobia und O-Files) (1997)
- Calling Ov The Dead (1998)
- Neuralblastoma - Church of Acid Part 2 - (1998)
- The Remix Wars Vol. 4 - VAC vs. Funker Vogt (1998/1999)
- Fun with Drugs/Decypher (1999)
- Fun with Knives (1999)
- Fun with Razors (4-track CD in der Fun with Knives Box) (1999)
- Twisted Thought Generator (2000)
- Dimension8 (als MP3 auf der Twisted Thought Generator) (2000)
- Dial8 (2001)
- Pretty Toy (2003)
- Hex-Angel (Utopia:Dystopia) (2003)
- Between the Eyes Vol. 1 (Singles, B-Sides, Remixes 1996–2000) (2003)
- Between the Eyes Vol. 2 (Fate 1994) (2004)
- Between the Éyes Vol. 3 (Pestilence 1994–1995) (2004/2005)
- Between the Eyes Vol. 4 (Neuralblastoma 1995) (2004/2005)
- Oblivion Interface (als MP3 auf der offiziellen Seite) (Februar bis August 2004)
- Wound (MCD) 2006
- Lust for Blood (2006)
- The Art Of Breaking Apart (2009)
- Maldire (2012)
- Subconscious Landscapes (2014)
- Dire Land (The Remix-Album) (2015)
- Greatest Hits (2016)
- Wrack (2017)